# Asota brunnescens
Asota brunnescens är en fjärilsart som beskrevs av Nieuwenhius 1948. Asota brunnescens ingår i släktet Asota och familjen nattflyn. Inga underarter finns listade i Catalogue of Life.